# Punta del Comellar Fonat
La Punta del Comellar Fonat és una muntanya de 450 metres que es troba al municipi dels Omellons, a la comarca catalana de les Garrigues.